# エアーニッポンネットワーク

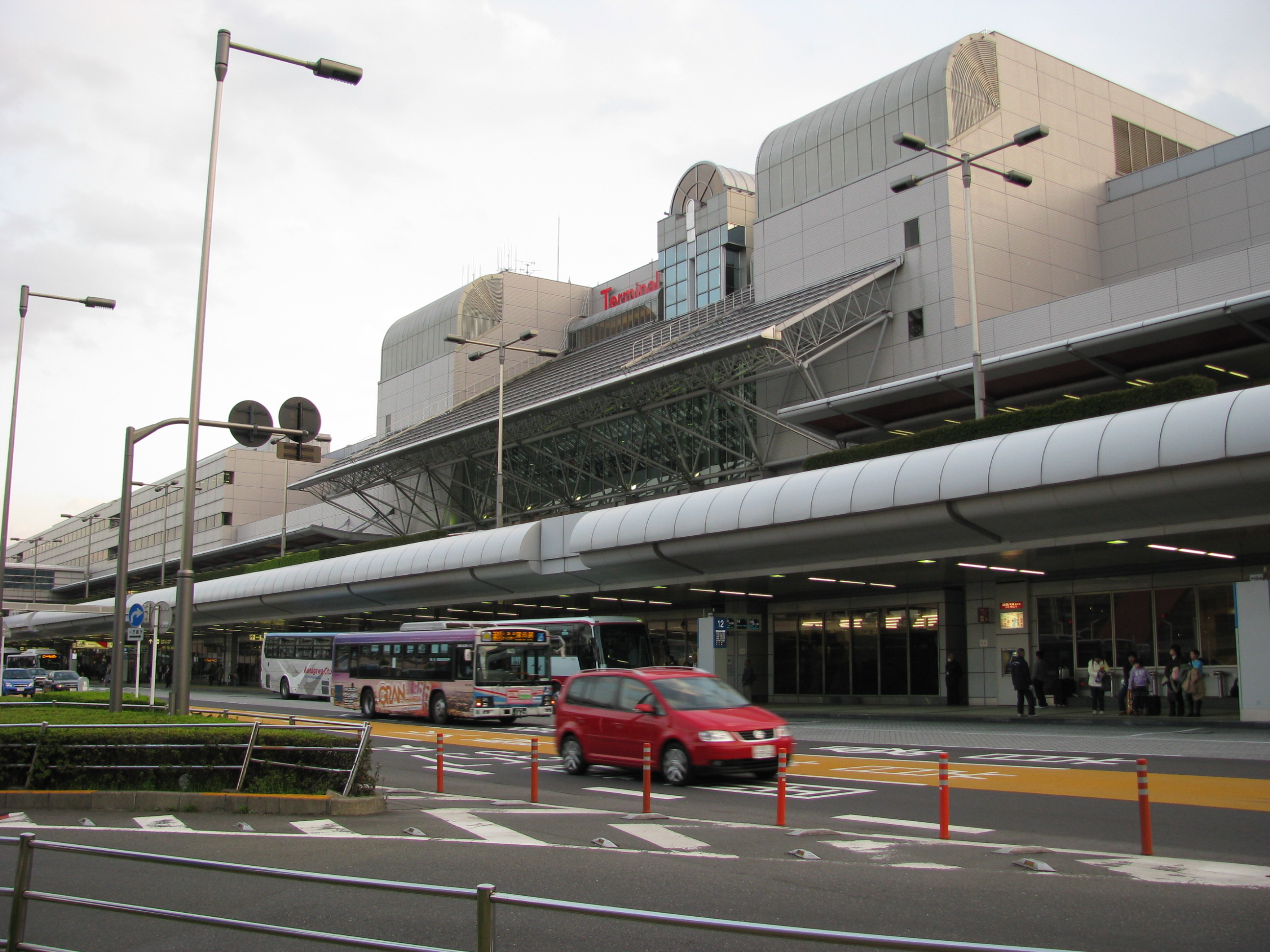
エアーニッポンネットワークの本部があった、東京国際空港第1旅客ターミナル

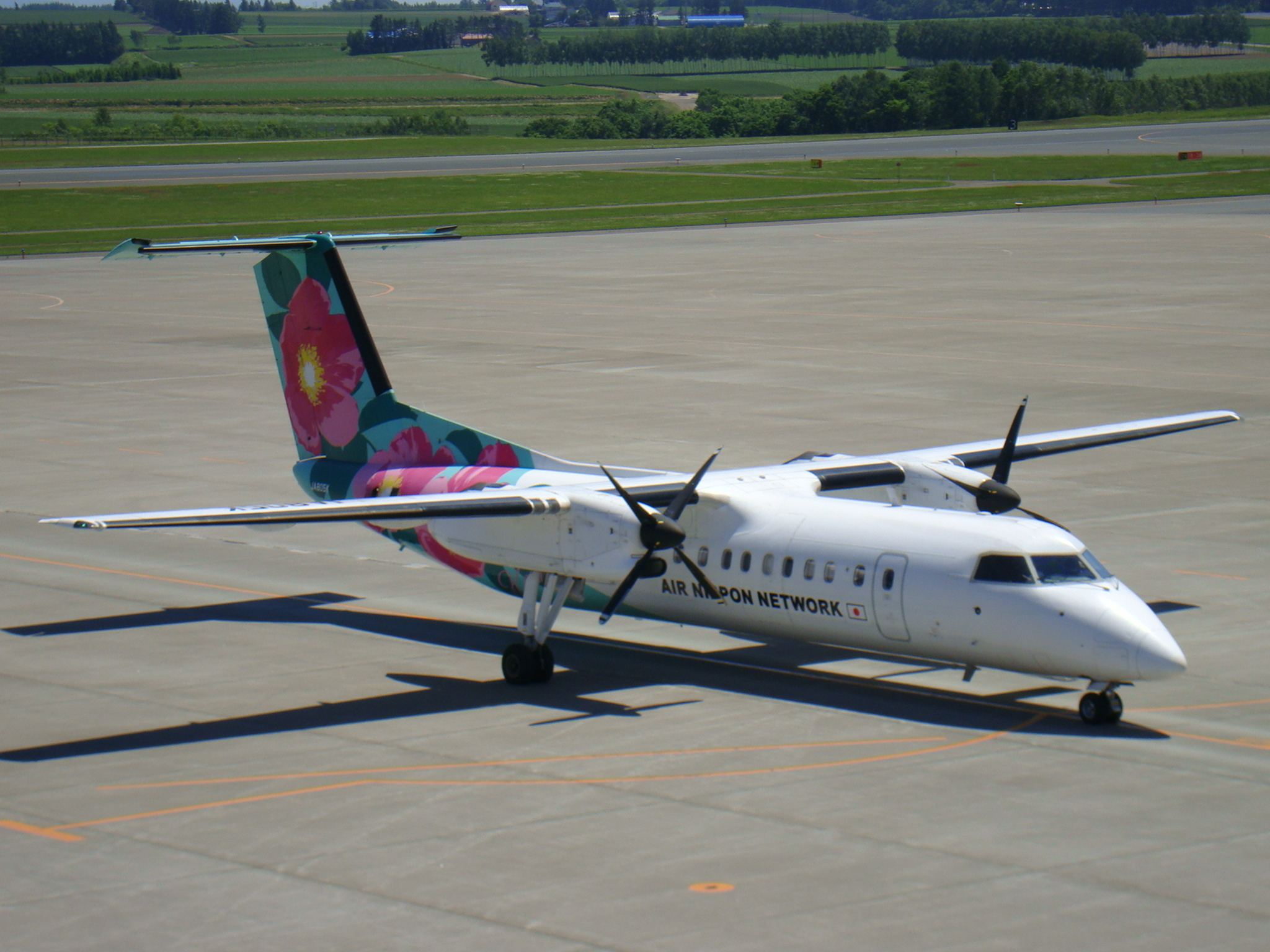
DHC-8-300「はまなす」（2009年6月）

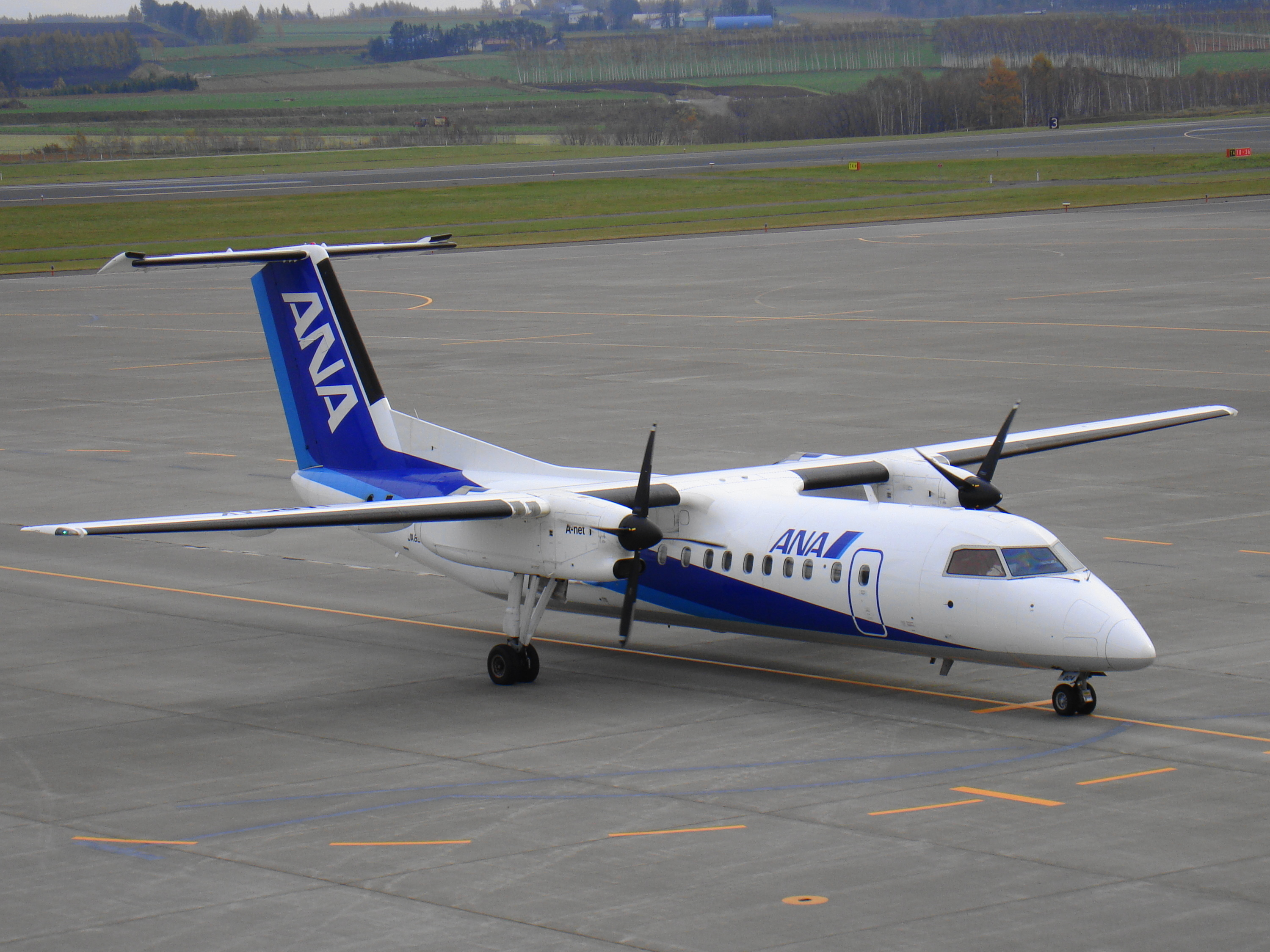
トリトンブルーに変更されたDHC-8-300 元「こすもす」（2009年10月）

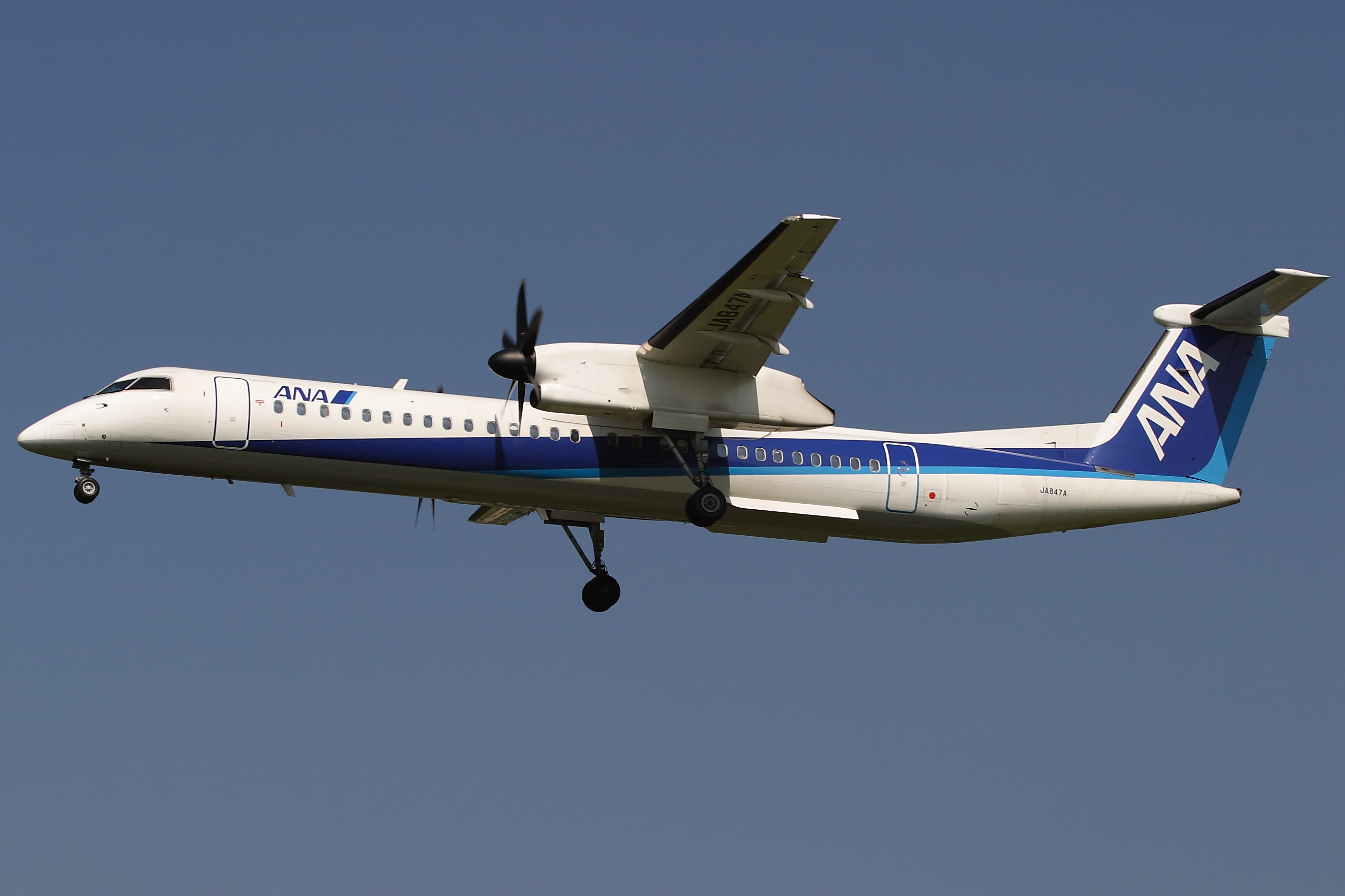
DHC-8-400

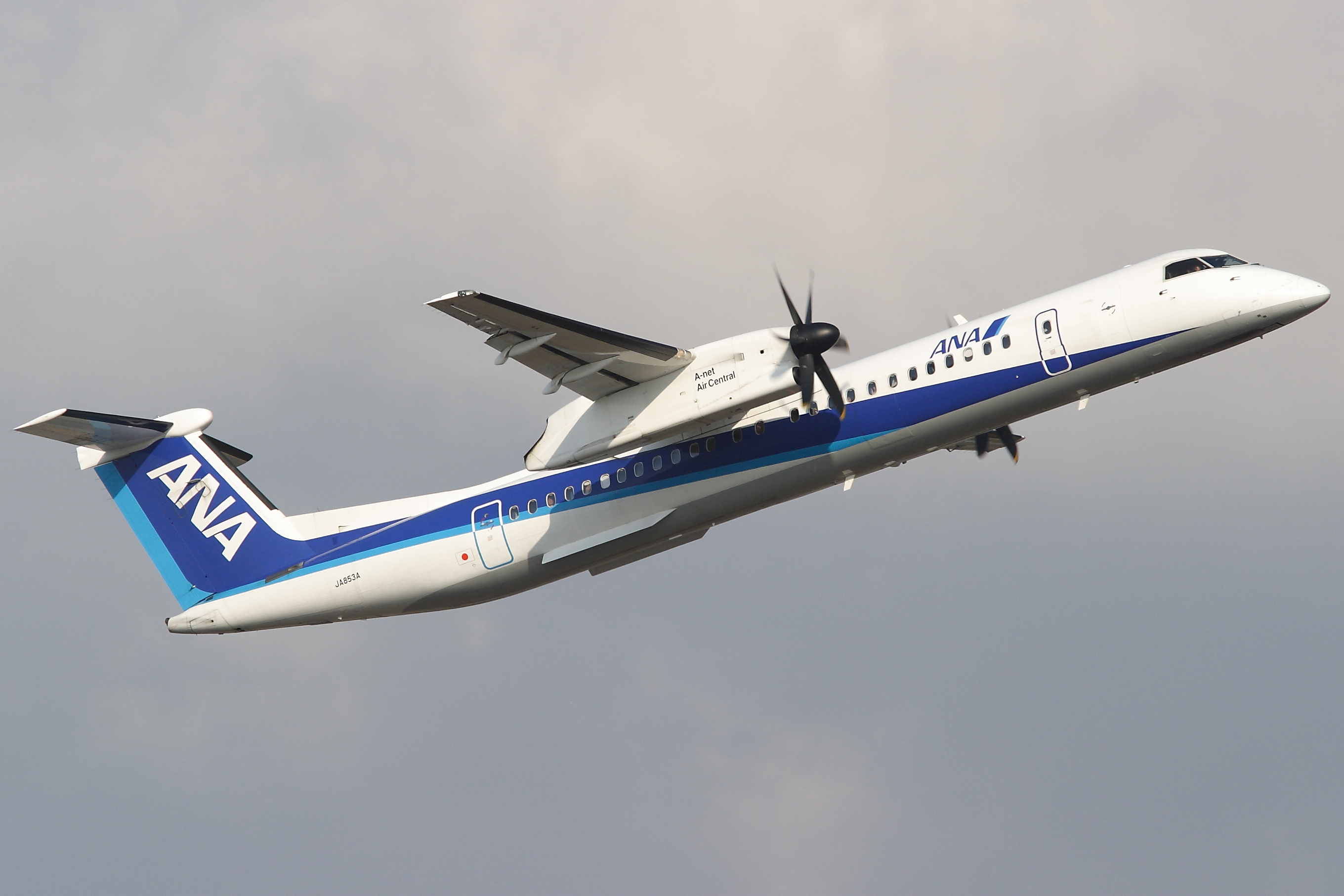
「エアーセントラル」表記もあるDHC-8-400

株式会社エアーニッポンネットワーク（英語:Air Nippon Network）は、かつて存在した全日本空輸（ANA）系列の日本の航空会社。通称はA-net。ターボプロップ機を運航していた。現在のANAウイングスの直接の前身である。

## 沿革
- 2001年4月 - エアーニッポンの100%出資子会社として設立、本社を札幌（丘珠）に置く。
- 2002年3月 - 国土交通省から事業許可。
- 2002年7月 - ボンバルディアDHC-8-300 (Q300) 型機にて、札幌（丘珠） - 函館・釧路・紋別、東京（羽田） - 大島線を運航開始。
- 2002年10月 - 大阪事業準備室（伊丹）を開設。
- 2002年12月 - 札幌（丘珠） - 中標津線を運航開始。
- 2003年4月 - 札幌（丘珠） - 稚内、新千歳 - 稚内・利尻線を運航開始。
- 2003年9月 - 札幌（丘珠）・新千歳 - 女満別線を運航開始。
- 2003年11月 - DHC-8-400 (Q400) 型機で伊丹 - 高知線の運航を開始し、関西・四国地区へ展開。
- 2004年4月 - ANAグループの運航便名をANAに統一。本社と本部機能の一部を東京（羽田）へ移転、旧本社を北海道事業支店、大阪事業準備室を大阪事業支店とする。
- 2010年7月 - 札幌丘珠空港発着路線を全て新千歳空港発着に変更。
- 2010年10月 - 同じANAの子会社であるエアーネクストおよびエアーセントラルを合併し商号をANAウイングス株式会社に変更した[1]。

## 運航機材
- DHC-8-300 (Q300) - 5機
- DHC-8-400 (Q400) - 14機（エアーセントラルとの共通事業機）

### 塗装
DHC-8-300型機は、ANAグループが運航する機材では珍しくトリトンブルーではない塗装で納入された。胴体前部から中部までは白塗装で、下部に「AIR NIPPON NETWORK」のロゴと小さな日の丸が表記されていた。胴体後部から垂直尾翼にかけてはそれぞれ斜めに、緑地につばき（1号機）・青地にひまわり（2号機）・紫地にすずらん（3号機）・黄地にこすもす（4号機）・緑地にはまなす（5号機）の花が大きく描かれ、胴体下部にローマ字の筆記体で花の名前が表記されていた。その後順次トリトンブルーに塗装変更され、2010年3月に変更された5号機をもって完了している。
DHC-8-400型機はすべてグループ共用機材で、トリトンブルー塗装のみである。

## 主な就航路線
※すべてANA便として運航
- 東京国際空港 - 大島空港、三宅島空港
- 大阪国際空港 - 新潟空港、萩・石見空港、松山空港、高知龍馬空港、福岡空港、有明佐賀空港
- 中部国際空港 - 福岡空港
- 新千歳空港 - 稚内空港、女満別空港、中標津空港、釧路空港、函館空港

東京国際空港発着路線と大阪国際空港発着路線の一部の便はDHC-8-300で運航されていた。
それ以外の路線はDHC-8-400で運航され、時期によってはエアーセントラルによって運航される場合があった。逆に上記以外の路線にも就航する場合もあった。エアーセントラルでは貨物搭載を行っていなかったため、運航主体の違いがもたらす影響は大きかった。